# أوبا كار
أوبا كار (بالإنجليزية: Oba Carr)‏ مواليد 11 مايو 1972 في ديترويت، هو ملاكم محترف أمريكي يصنف ضمن فئة الوزن المتوسط.

## إحصائيات
خاض خلال مسيرته 61 نزالا، فاز في 54 وتعادل في 1 وخسر في 6. فاز بالضربة القاضية في 31 نزالا.

## روابط خارجية
- أوبا كار على موقع بوكس ريك (الإنجليزية) (registration required)